# Paromphale
Paromphale is een geslacht van vlinders van de familie uilen (Noctuidae), uit de onderfamilie Hadeninae.

## Soorten
- P. caeca Swinhoe, 1902
- P. chionephra Hampson, 1911